# Thompson's Station
Thompson's Station è un comune degli Stati Uniti d'America, situato nello Stato del Tennessee, nella Contea di Williamson.